# Bratislava Open 2023
Il Bratislava Open 2023 è stato un torneo maschile di tennis giocato sulla terra rossa. È stata la 4ª edizione del torneo, facente parte della categoria Challenger 100 nell'ambito dell'ATP Challenger Tour 2023. Si è giocato al TK Slovan di Bratislava, in Slovacchia, dal 12 al 18 giugno 2023.

## Partecipanti

### Teste di serie
| Nazionalità | Giocatore          | Ranking* | Testa di serie |
| ----------- | ------------------ | -------- | -------------- |
| Slovacchia  | Alex Molčan        | 86       | 1              |
|             | Aleksandr Ševčenko | 87       | 2              |
| Argentina   | Federico Coria     | 96       | 3              |
| Ungheria    | Zsombor Piros      | 125      | 4              |
| Rep. Ceca   | Tomáš Macháč       | 127      | 5              |
| Slovacchia  | Norbert Gombos     | 132      | 6              |
| Slovacchia  | Lukáš Klein        | 133      | 7              |
| Slovacchia  | Jozef Kovalík      | 143      | 8              |

* Ranking al 29 maggio 2023.

### Altri partecipanti
I seguenti giocatori hanno ricevuto una wild card per il tabellone principale:
- Lukáš Pokorný
- Peter Benjamín Privara
- Fernando Verdasco

Il seguente giocatore è entrato in tabellone come alternate:
- Kacper Żuk

I seguenti giocatori sono passati dalle qualificazioni:
- Jérôme Kym
- Vitaliy Sachko
- Mohamed Safwat
- Lukas Neumayer
- Gerald Melzer
- Illja Marčenko

## Punti e montepremi
| Torneo    | Torneo              | V      | F     | SF    | QF    | 2T    | 1T    | Q | Q2  | Q1  |
| Singolare | Punti               | 100    | 60    | 36    | 20    | 9     | 0     | 5 | 2   | 0   |
| Singolare | Premi in denaro (€) | 16 020 | 9 415 | 5 555 | 3 240 | 1 900 | 1 160 | – | 580 | 290 |
| Doppio    | Punti               | 100    | 60    | 36    | 20    | –     | 0     | – | –   | –   |
| Doppio    | Premi in denaro (€) | 6 845  | 4 050 | 2 400 | 1 420 | –     | 800   | – | –   | –   |

## Campioni

### Singolare
Vitaliy Sachko ha sconfitto in finale  Dimitar Kuzmanov con il punteggio di 2–6, 6–2, 7–6(2).

### Doppio
Ariel Behar /  Adam Pavlásek hanno sconfitto in finale  Neil Oberleitner /  Tim Sandkaulen con il punteggio di 6–4, 6–4.